# Хмільнянський яр
Хмільнянський яр — геологічна пам'ятка природи місцевого значення. Об'єкт розташований на території Черкаського району Черкаської області, село Хмільна на території Канівських гір.
Під охороною яружно-балкова система.
Геологічні та палеонтологічні особливості яру вивичались ще з початку 20 ст. Саме одна з перших знахідок кістяку мамонта у Російській імперії всередині 19-го сторіччя (на цей час - експозиція Канівського кразнавчого музею).
Хмілянський яр відомий як найбільший у Європі (довжина 18 км., глибина 80-90 м).
Аналізи грунту, взятого з лесової товші у глинищі в пригирловій частині Хмілянського яру дозволив визначити абсолютний вік Канівських дислокацій приблизно до періоду 23-24 тис.р.т.
Площа — 1,5 га, статус отриманий у 2002 році.